# Schloss Krzyżtopór

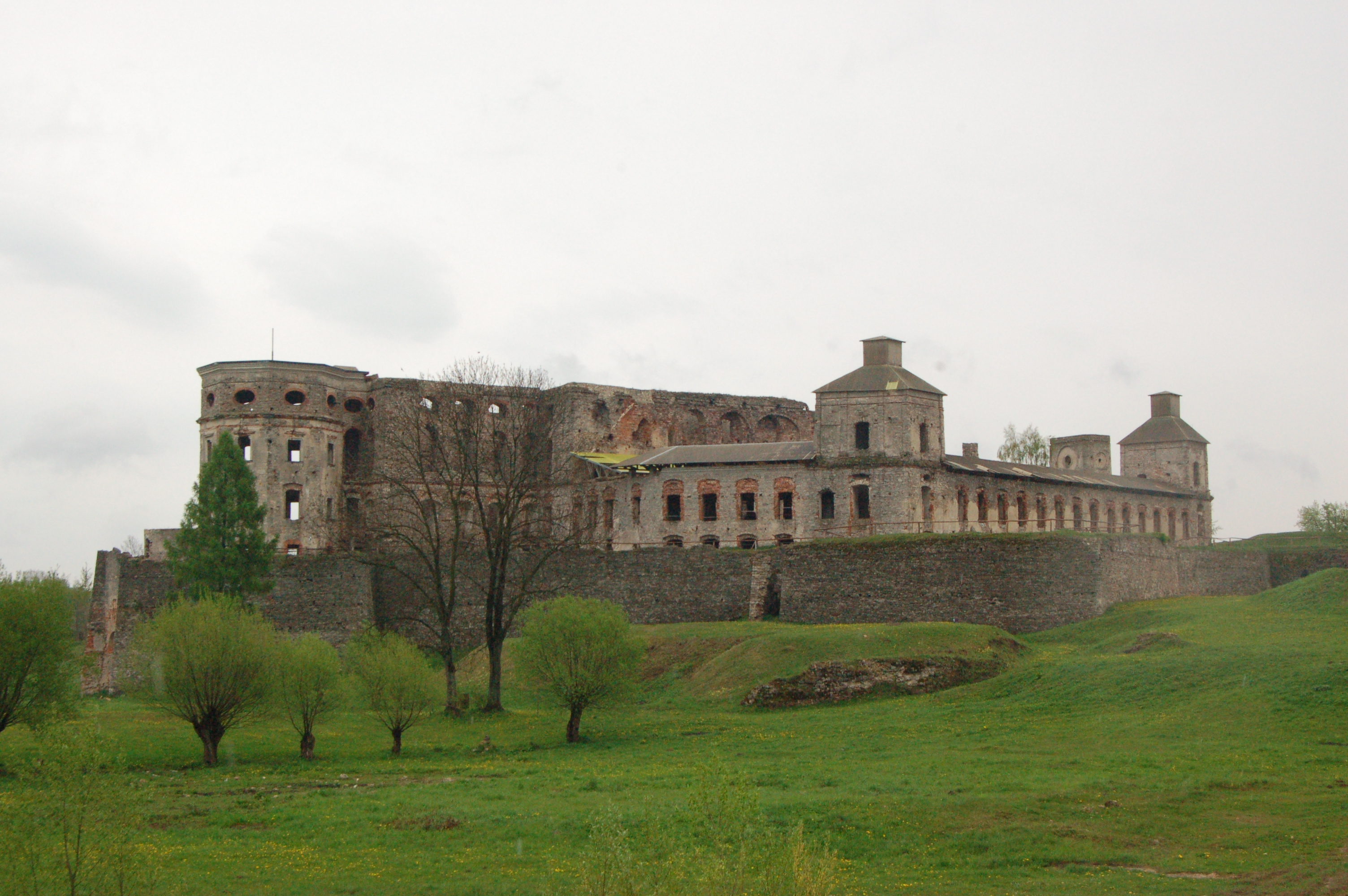
Die Ruine von Schloss Krzyżtopór im Frühjahr 2010; teilweise mit Schutzdachkonstruktion

Das Schloss Krzyżtopór, (anhörenⓘ) früher Krzysztopór (de: Kreuz-Beil), war ein befestigter Palast in Ujazd in der Gmina Iwaniska, von dem heute nur eine Ruine erhalten ist. Die Anlage liegt im Powiat Opatowski der polnischen Woiwodschaft Heiligkreuz, etwa 40 km westlich von Sandomierz. Trotz der Nähe zu mehreren sehenswerten Städten mit erhaltenen historischen Stadtkernen und einer mittlerweile vernünftigen Straßenanbindung wird die imposante Ruine bislang von Touristen wenig besucht.

## Geschichte
Das Schloss wurde von 1627 bis 1644 für den Wojewoden von Sandomierz, Krzysztof Ossoliński (1587–1645), einen Bruder von Jerzy Ossoliński, errichtet. Die Bauleitung hatte Lorenzo Senes. Der Bauherr starb bereits ein Jahr nach Fertigstellung. Der Erbe war sein Sohn, Krzysztof Baldwin Ossoliński, der nur vier Jahre später in der Schlacht von Zborów (Chmelnyzkyj-Aufstand 1649) fiel. Da er keine Nachkommen hatte, wurde die Anlage in der Folge von den Familien Denhoff und später Kalinowski übernommen.
Von 1655 bis 1657 wurde das Schloss Opfer von Zerstörungen durch schwedische Truppen. Der Schaden dieser Zerstörungen war so umfangreich, dass das Schloss nur in Teilen (vor allem der Westflügel) wieder aufgebaut wurde. Hier wohnten nacheinander die polnischen Adelsfamilien Morsztyn, Wiśniowiecki und Pac. In der Zeit der Konföderation von Bar wurde das von konföderierten Einheiten verteidigte Krzyżtopór 1777 von russischen Truppen erobert, die die Anlage erneut zerstörten. Der letzte bekannte Bewohner war von 1782 bis 1787 Stanisław Sołtyk – ein Verwandter des Krakauer Bischofs Kajetan Sołtyk, der das Schloss erworben hatte – danach wurden die Gebäude endgültig unbewohnbar.
1815 erwarb die Familie Łempicki das Schloss. Später fiel es in die Hände der Orsettis. Während des Zweiten Weltkriegs versteckten sich hier Partisanen und nach Kriegsende übernahm der Staat die Anlage. Im Jahr 1971 wurden Teile rekonstruiert. 1980 entschied das polnische Innenministerium, das Schloss in seiner Gesamtheit wiederaufzubauen, um es als Ferieneinrichtung für Offiziere zu nutzen. Doch bereits 1981 kam dieses Projekt wegen der Verhängung des Kriegszustandes zum Erliegen. Nach weiteren Teilrestaurierungen stehen heute rund 90 % der ursprünglichen Mauern, ein Teil der Ruinen wurde provisorisch überdacht. Zu weitergehenden Instandsetzungen fehlen finanzielle Mittel.

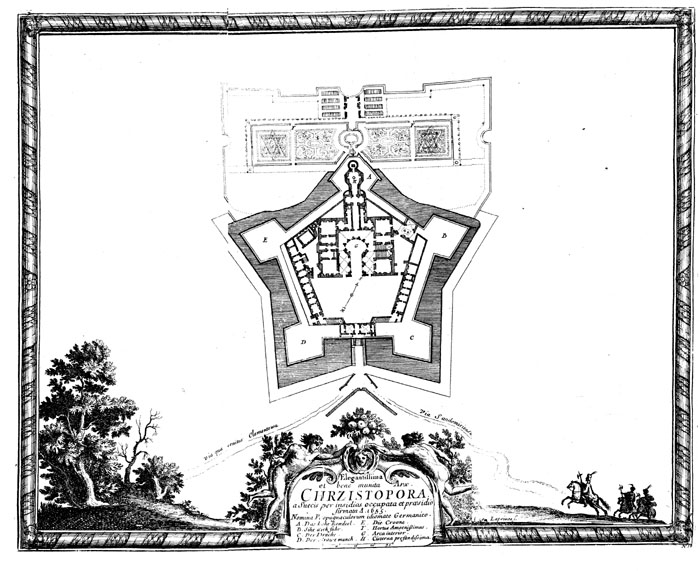
Stich von Erik Dahlbergh aus dem Jahr 1655

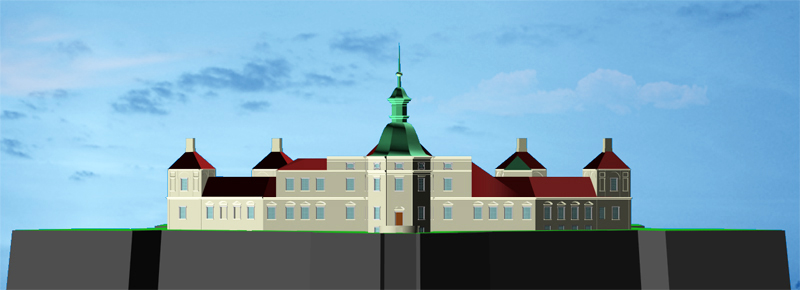
Rekonstruktion des Schlosses

## Bauwerk
Die Anlage wurde im damals in Polen modischen Typus eines Palazzo in fortezza gebaut. Sie wird den Baustilen des Frühbarocks und des Manierismus zugerechnet. Das Bauwerk steht auf einer fünfeckigen Befestigungsanlage, die an den Spitzen mit vier Bastionen (unbebaut und ursprünglich mit Kanonen bestückt) symmetrisch gegenüberliegend und einer fünften Bastion (mit einem achteckigen Turm bebaut) gegenüber dem Haupteingang bestückt ist. Die Befestigungsanlage wurde auf einem vorher abgeflachten, steinigen Hügel errichtet. Das gesamte Ensemble wurde aus lokal verfügbaren Natursteinen sowie Sand- und Ziegelsteinen gebaut.
Der trapezförmige Innenhof wird von zwei zweigeschossigen Flügeln sowie dem viergeschossigen Schloss umgeben. Das Schloss selbst umschließt einen weiteren, ellipsenförmigen kleineren Innenhof, der vermutlich zu Theateraufführungen genutzt wurde. Die vier Türme der Anlage sollen für die vier Jahreszeiten stehen, 12 Ballsälen die Anzahl der Monate und 52 Zimmer die Anzahl von Wochen im Jahr symbolisieren. Schließlich soll das Schloss 365 Fenster – wie Tage im Jahr – gehabt haben.
Beidseitig des Eingangstores verdeutlichen zwei große Flachreliefs den Namen des Schlosses: ein Kreuz (polnisch: Krzyż), Symbol zur Politik (während der Reformationskämpfe) des katholischen Bauherrn und Wojewoden, und ein Beil (polnisch: Topór) aus dem Wappen der Familie Ossoliński. Die großen Pferdeställe sollen prächtig mit Marmor und Spiegeln ausgestattet gewesen sein. In einem der Schloss-Säale bestand eine Trennwand aus einem großen Aquarium mit exotischen Fischen. Der Turm auf der fünften Bastion wurde über einer Quelle gebaut, noch heute ist sein Keller mit Wasser gefüllt.

## Trivia
Das Schloss wurde in James Micheners 1983 in Deutschland erschienenem Roman „Mazurka“ (Originaltitel: „Poland“) thematisiert. Um den Besitz und seine Bewohner ranken sich verschiedene lokale Legenden. Danach wurden der Erbauer und der Sohn von Gott mit dem Tod für ihre Eitelkeit gestraft, sodass sie beide nicht lange Freude an ihrem prunkvollen Besitz hatten. Einer anderen Überlieferung nach wurden 1649 die Nachtwachen vom Lärm einer herannahenden Kavallerieeinheit geweckt. Es erschien jedoch nur eine Herde Pferde mit einem einzelnen Reiter – Krzysztof Baldwin Ossoliński. Als die Tore für ihn geöffnet wurden, verschwanden er und seine Pferde auf unerklärliche Weise. Kurze Zeit später wurde die Nachricht vom Tod des Schlossbesitzers auf dem Schlachtfeld bei Zborów überbracht. Seit dieser Zeit soll der reitende Krzysztof Ossoliński im Schloss gesehen werden. Auch soll noch immer der berühmte Schatz der Familie Ossoliński unter dem Schloss vergraben sein und von dem Reiter in Husarenuniform bewacht werden.